# Plaza del Cordón

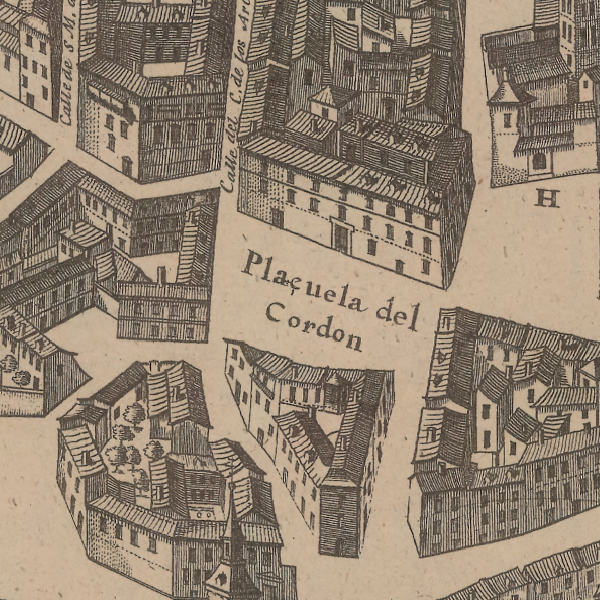
En el plano de Teixeira de 1665.

La plaza del Cordón es una plazuela de Madrid, en el barrio de Palacio, del distrito Centro. Confluyen en ella las calles de San Justo, Doctor Letamendi, la de Sacramento, y la homónima del Cordón que desciende desde esta plaza hasta la calle de Segovia.

## Historia
Aparece escrita como plazuela del Cordón y bien delimitada en el plano de plano de Texeira (1656), y más tarde en el de Antonio Espinosa de los Monteros de 1769. Se conservan antecedentes de construcciones particulares desde 1725. En el siglo xix se ordenaba dentro del barrio de Puerta Cerrada, en el antiguo distrito de la Audiencia, como recoge Ángel Fernández de los Ríos, en su Guía de Madrid de 1876. Otro cronista madrileño, Pedro de Répide, la presenta como «paraje venerable y apacible», destacando en su entorno el balcón de la Casa de Cisneros y la perspectiva de la antigua iglesia de San Justo y Pastor, en la vecina calle de San Justo. Explica Répide que el recinto toma su nombre debido a la primitiva casa , que fue cárcel para el secretario real Antonio Pérez, allí confinado por su rey, Felipe II. En la versión de Mesonero Romanos se detalla que Pérez tras haber sido retenido en la casa que ocupaba, propiedad de la familia Arias Dávila (condes de Puñonrostro) y demolida a mediados del siglo xix, fue condenado a prisión domiciliaria en la vecina Casa de Cisneros, de la que tras ser torturado y «con auxilio de su esposa la heróica (sic) doña Juana Coello y Bozmediano, logró escaparse de ella en la noche del Miércoles Santo 18 de marzo de 1590, marchando a sublevar en su favor al reino de Aragón, y ocasionando la famosa guerra que acabó con los fueros de aquel reino».
En el n.º 1 de la plaza se levanta el edificio conocido como casa del Cordón por el dibujo tallado que adorna su fachada; si bien conviene aclarar que este fue construido en la segunda mitad del siglo xviii, mucho después de la primera Casa del Cordón madrileña, residencia de la varias veces mencionada familia Arias Dávila.
En uno de los edificios de la plazuela vivió el por tres veces alcalde de Madrid Alberto Aguilera, y vivió y murió el revolucionario Manuel Becerra. En el n.º 2 de la plaza vivió el escritor y crítico Eugenio D'Ors.